# Dicamptus pulchellus
Dicamptus pulchellus là một loài tò vò trong họ Ichneumonidae.